# Sweet Sacrifice
"Sweet Sacrifice" je treći singl s album The Open Door rock sastava Evanescence. Isprva je treći singl trebao biti "All That I'm Living For", no sudeći prema reakcijama fanova na koncertima sastav je zaključio da bi to trebao postati "Sweet Sacrifice". Snimljen je i glazbeni video.